# Pluricontinentalismo

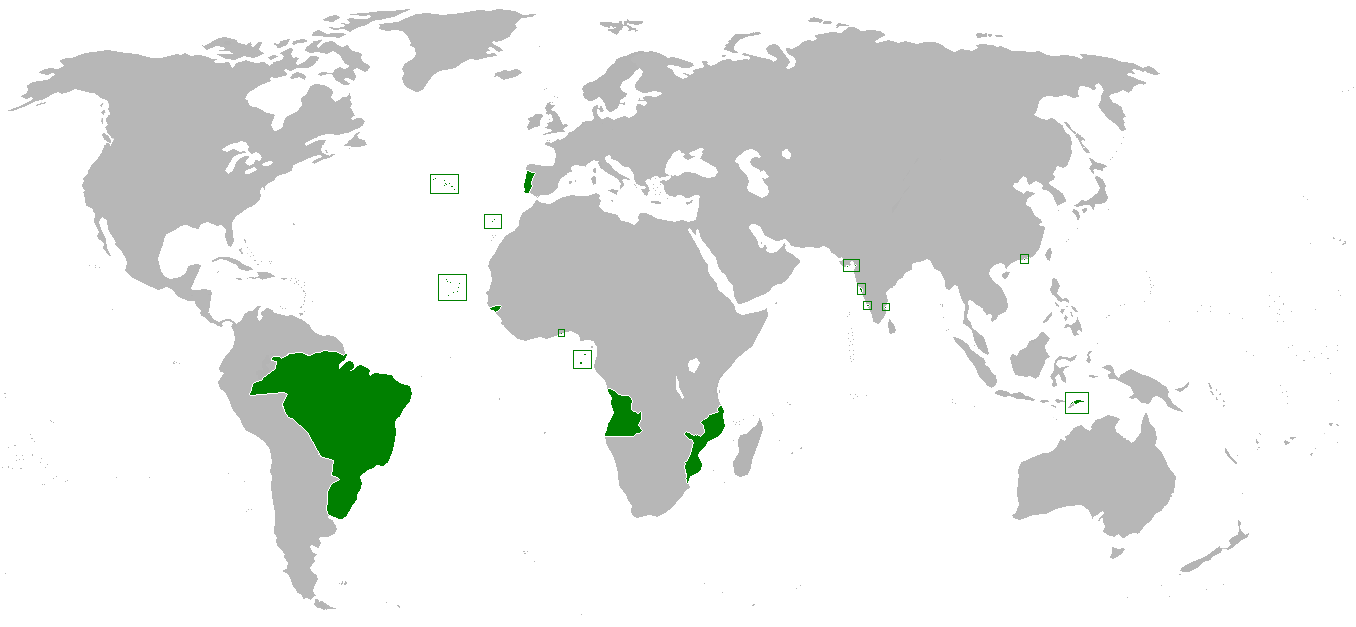
Il Regno Unito di Portogallo, Brasile e Algarves. La corte portoghese risiedeva a Rio de Janeiro.

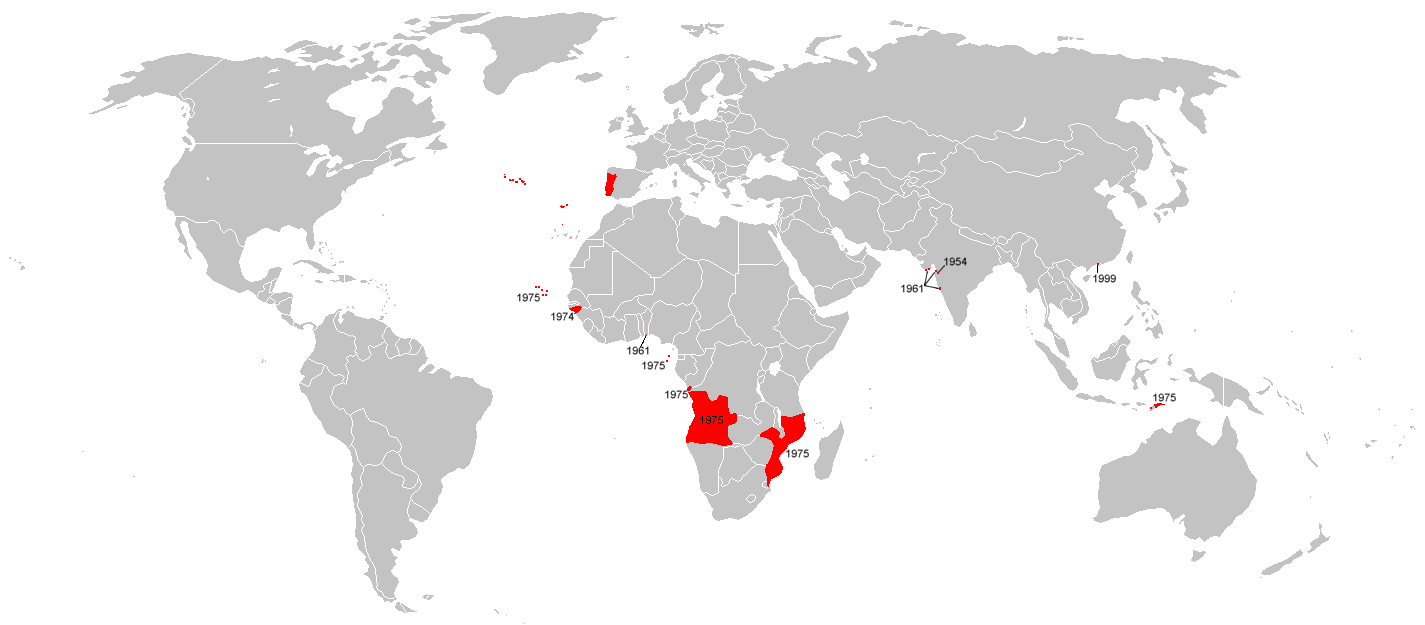
L'Estado Novo di António de Oliveira Salazar, massima espressione del pluricontinentalismo.

Il pluricontinentalismo (in portoghese pluricontinentalismo) è stato un concetto geopolitico che elevava il Portogallo ad un paese transcontinentale e ad uno stato nazionale unitario costituito dal Portogallo continentale e dalle sue province d'oltremare.
Questo concetto ha origini già nel XIV secolo, ma ottenne il patrocinio ufficiale portoghese durante l'Estado Novo.
L'Impero portoghese, quindi, non era una nazione con le colonie, ma un'unica nazione con territori in più continenti, da cui il nome. In quanto tali, i possedimenti d'oltremare facevano parte dell'identità portoghese.
La prima volta che il Portogallo divenne uno stato pluricontinentale fu durante il regno di Maria I del Portogallo, con la creazione del Regno Unito di Portogallo, Brasile e Algarves e il trasferimento della corte portoghese a Rio de Janeiro, che divenne la capitale.
L'idea di uno stato pluricontinentale scomparve dopo la Rivoluzione dei garofani avvenuta nel 1974 che pose fine all'Estado Novo.

## Persone associate al pluricontinentalismo
- António Vieira
- Maria I del Portogallo
- Giovanni VI del Portogallo
- Pedro IV del Portogallo
- António de Oliveira Salazar
- Marcello Caetano